# Lestrigonus macrophthalmus
Lestrigonus macrophthalmus is een vlokreeftensoort uit de familie van de Lestrigonidae. De wetenschappelijke naam van de soort is voor het eerst geldig gepubliceerd in 1901 door Vosseler.